# Gabriel Reinaldo Graciani
Gabriel Reinaldo Graciani (Sir Leonard, 16 de febrero de 1982) es un exfutbolista argentino. Jugaba como lateral derecho y su primer equipo fue Patronato, y se retiró en Deportivo Bovril de la Liga de Fútbol de Paraná Campaña. Es tío del también futbolista Gabriel Graciani. Actualmente es el ayudante de Walter Otta, entrenador de Patronato.

## Clubes
| Club             | País      | Año       |
| ---------------- | --------- | --------- |
| Patronato        | Argentina | 2001-2015 |
| Belgrano (P)     | Argentina | 2016-2017 |
| Deportivo Bovril | Argentina | 2017-2020 |

### Estadísticas
| Equipo              | Temporada | Campeonato | Campeonato | Copa Nacional | Copa Nacional | Copa Internacional | Copa Internacional | Total    | Total |
| Equipo              | Temporada | Partidos   | Goles      | Partidos      | Goles         | Partidos           | Goles              | Partidos | Goles |
| Patronato Argentina | 2000-01   | ?          | ?          | -             | -             | -                  | -                  | ?        | ?     |
| Patronato Argentina | 2001-02   | ?          | ?          | -             | -             | -                  | -                  | ?        | ?     |
| Patronato Argentina | 2002-03   | ?          | ?          | -             | -             | -                  | -                  | ?        | ?     |
| Patronato Argentina | 2003-04   | ?          | ?          | -             | -             | -                  | -                  | ?        | ?     |
| Patronato Argentina | 2004-05   | ?          | ?          | -             | -             | -                  | -                  | ?        | ?     |
| Patronato Argentina | 2005-06   | ?          | ?          | -             | -             | -                  | -                  | ?        | ?     |
| Patronato Argentina | 2006-07   | ?          | ?          | -             | -             | -                  | -                  | ?        | ?     |
| Patronato Argentina | 2007-08   | ?          | ?          | -             | -             | -                  | -                  | ?        | ?     |
| Patronato Argentina | 2008-09   | ?          | ?          | -             | -             | -                  | -                  | ?        | ?     |
| Patronato Argentina | 2009-10   | ?          | ?          | -             | -             | -                  | -                  | ?        | ?     |
| Patronato Argentina | 2010-11   | 18         | 1          | -             | -             | -                  | -                  | 18       | 1     |
| Patronato Argentina | 2011-12   | 20         | 0          | -             | -             | -                  | -                  | 20       | 0     |
| Patronato Argentina | 2012-13   | 30         | 0          | 1             | 0             | -                  | -                  | 31       | 0     |
| Patronato Argentina | 2013-14   | 29         | 0          | 1             | 0             | -                  | -                  | 30       | 0     |
| Patronato Argentina | 2014      | 0          | 0          | -             | -             | -                  | -                  | 0        | 0     |
| Patronato Argentina | 2015      | 2          | 0          | -             | -             | -                  | -                  | 2        | 0     |
| Total               | Total     | 253        | 9          | 2             | 0             | -                  | -                  | 255      | 9     |